# ميخائيل كينان
ميخائيل كينان (بالإنجليزية: Michael Keenan)‏ هو سياسي أسترالي، ولد في 19 مارس 1972 في برث في أستراليا. حزبياً، نشط في الحزب الليبرالي الأسترالي. وقد انتخب عضو مجلس النواب الأسترالي عن دائرة Division of Stirling ‏ (9 أكتوبر 2004 – ) وانتخب وزير العدل ‏ (18 سبتمبر 2013 – ).

## وصلات خارجية
- الموقع الرسمي